# Тумсой-Эрк
Тумсой-Эрк (чечен. Тумсой-эрк) — правый приток р. Чанти Аргун. На участке протяжённостью около 300 метров имеются 7 водопадов от 10 до 15 метров, завершает этот комплекс водопадов 52-метровый Тумсойский водопад. Ширина потока воды больше трёх метров. Река берёт своё начало на горе Тумсой-Лам и протекает через село Тумсой Шатойского района Чеченской Республики.
Длина реки — 4,5 км. Высота истока — 1347 м над уровнем моря. Высота устья — 605 м над уровнем моря. Уклон реки — 16,4 м/км.

## Галерея

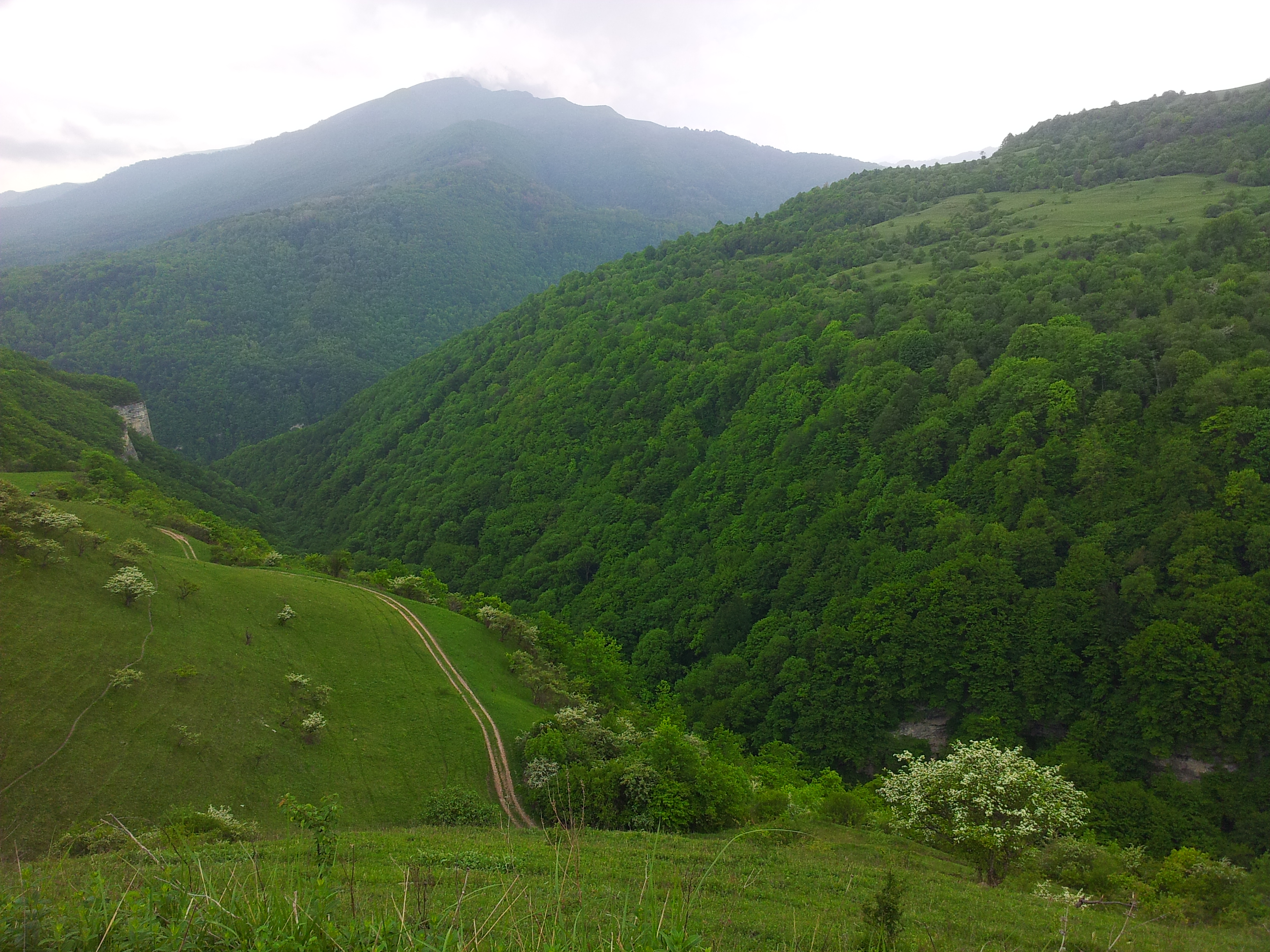
ущелье реки Тумсой-Эрк
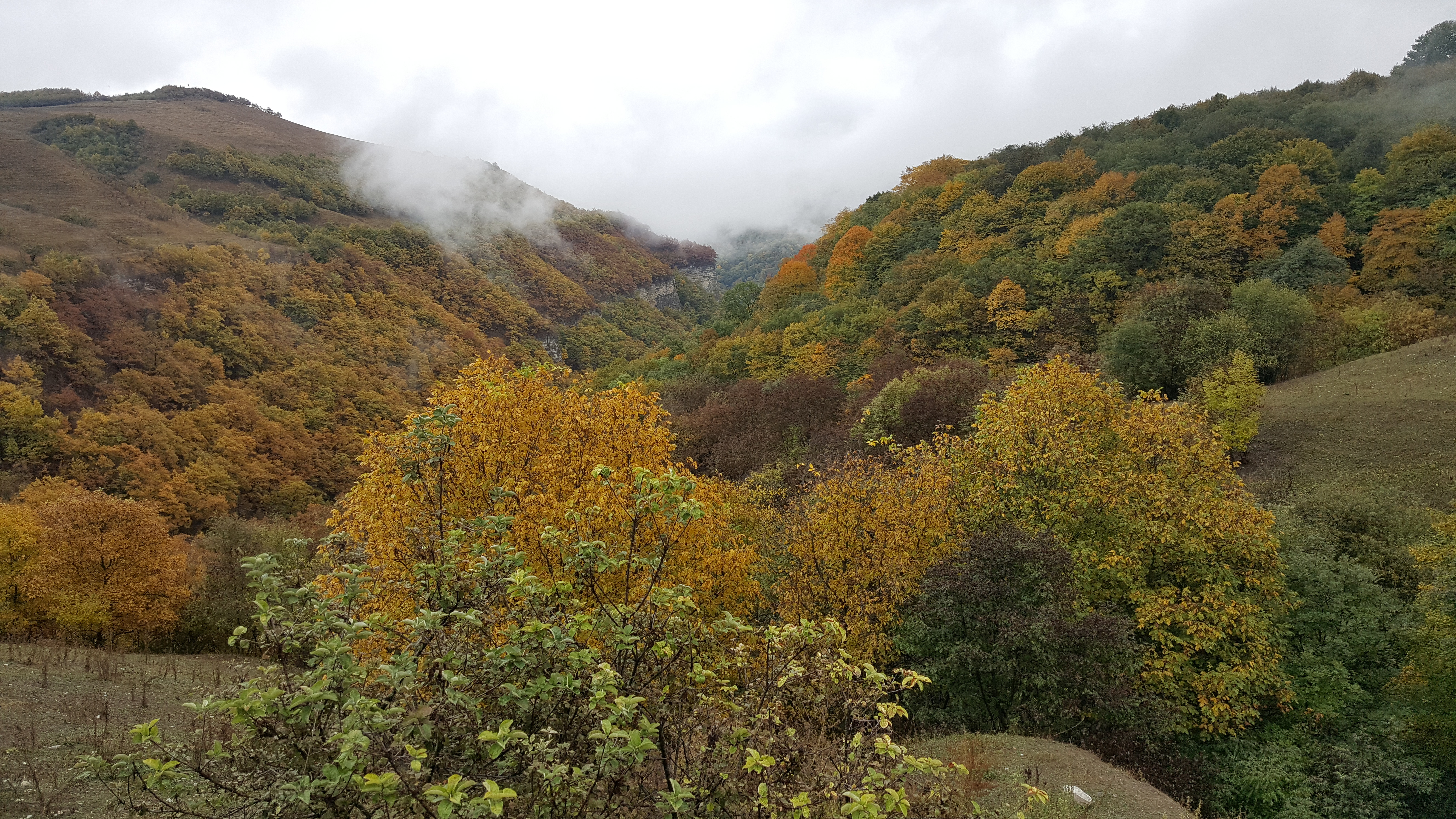
ущелье реки Тумсой-Эрк осенью
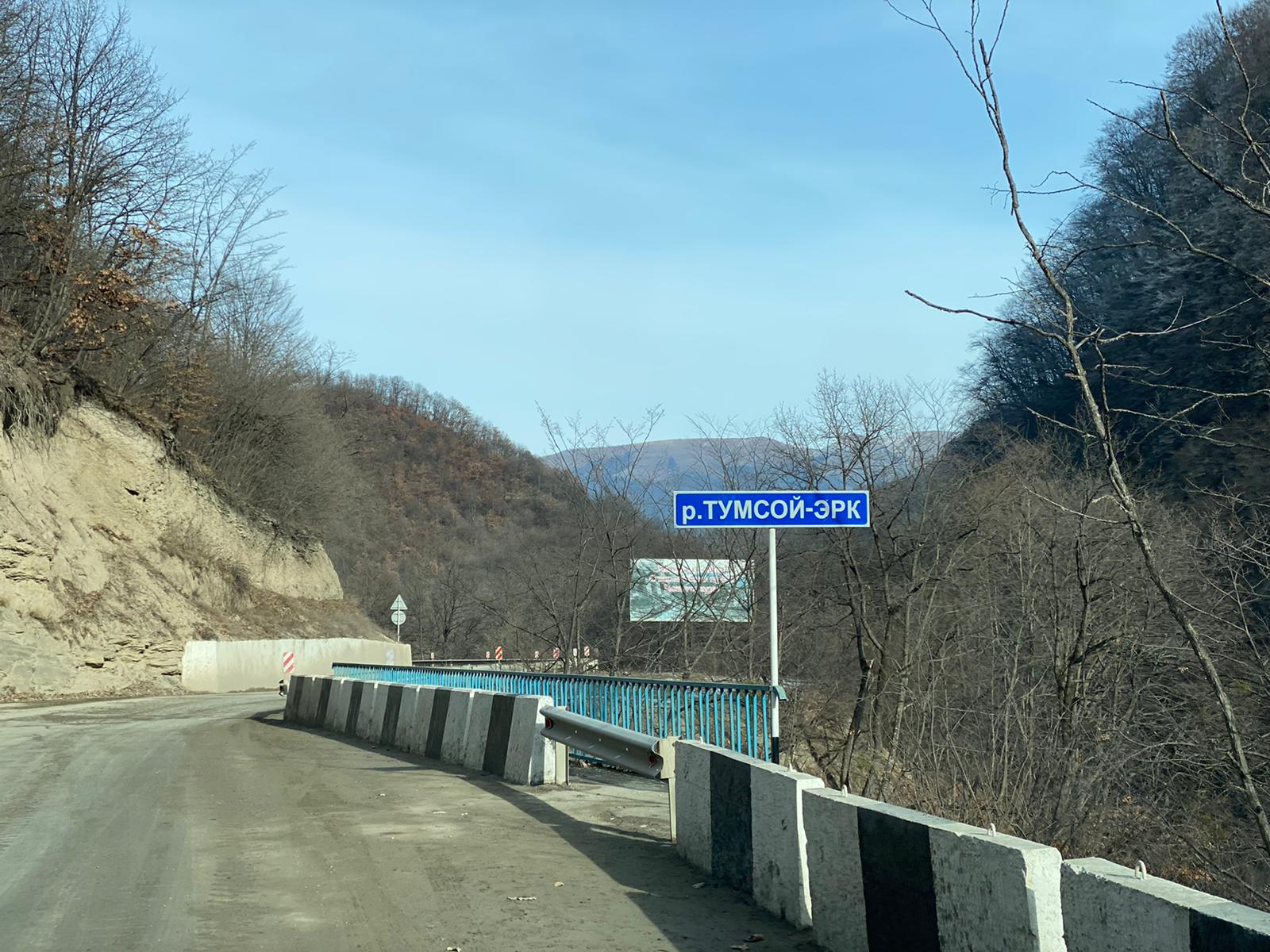
Мост над ущельем реки Тумсой-Эрк